# Internering av japaner i USA under andra världskriget

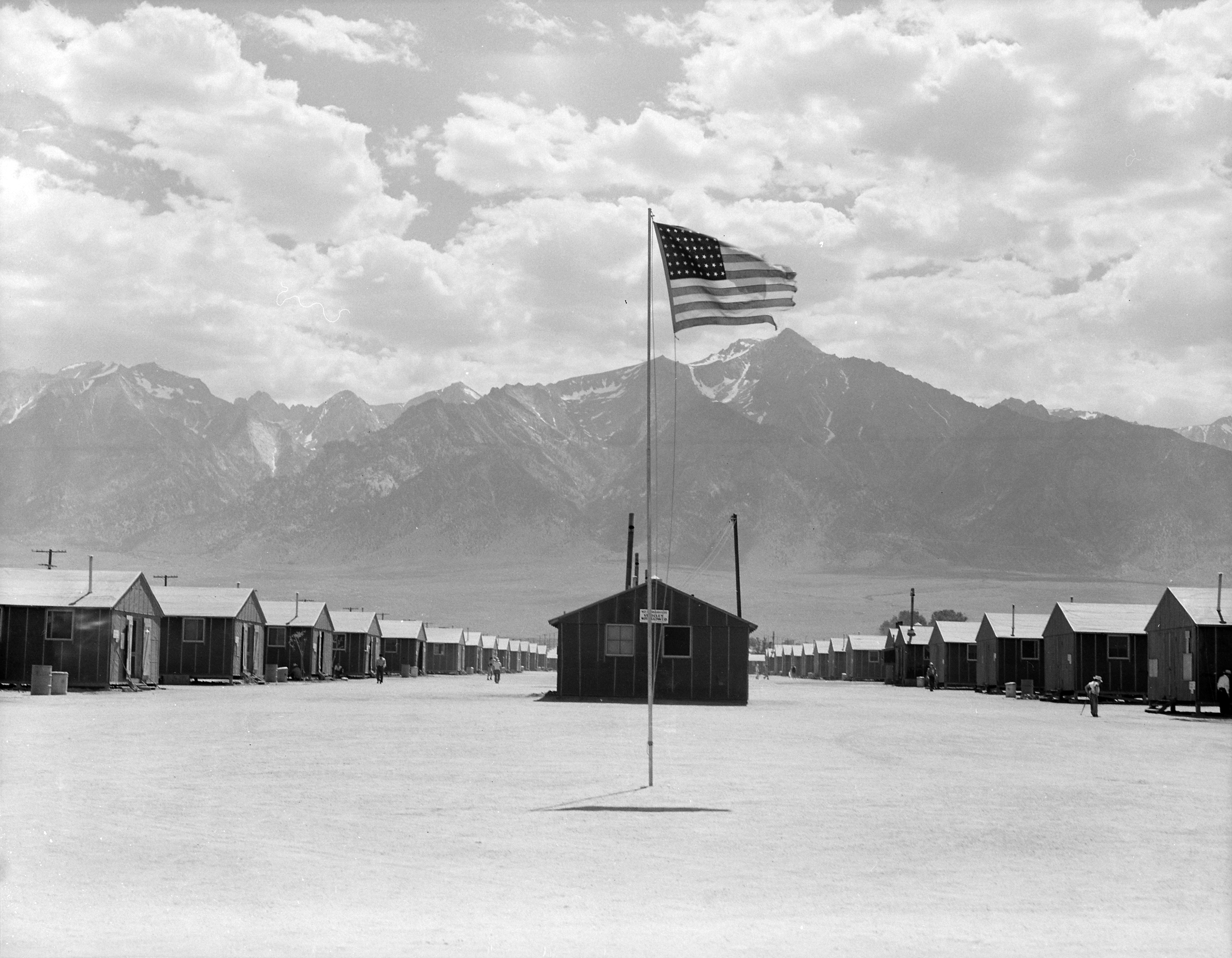
Sandstorm vid interneringslägret i Manzanar i Kalifornien 1942.

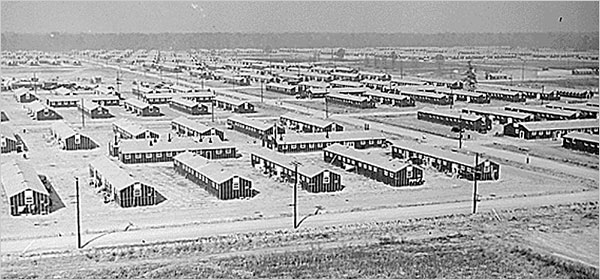
Läger i Jerome, Arkansas

Under andra världskriget, efter attacken mot Pearl Harbor, byggdes interneringsläger för japanskamerikaner i USA, till vilka cirka 110 000 japaner och amerikanska medborgare (62 procent) med japanskt ursprung tvångsförflyttades från USA:s västkust och internerades. Samtidigt tvingades ytterligare 10 000 personer flytta till andra delar av landet, dock utan att interneras.
Interneringslägren, officiellt kallade War Relocation Camps, "krigsomplaceringsläger," uppfördes huvudsakligen i landets inre, avlägsna delar.
USA:s president Franklin D. Roosevelt godkände interneringen genom att underteckna order 9066, vilken tillät lokala militära befälhavare att definiera "militära områden" som "undantagsområden," från vilka "vissa eller samtliga personer [fick] uteslutas." Tolv dagar senare användes denna befogenhet för att förklara alla personer med japanskt ursprung bannlysta från hela Stillahavskusten, inklusive hela Kalifornien och större delen av Oregon och Washington. USA:s högsta domstol fann 1944 att uteslutandet, avhysningen och interneringen inte stred mot grundlagen, med motiveringen att inskränkningar i en etnisk grupps medborgerliga rättigheter ansågs tillåtna om det finns ett "trängande allmänt behov."
Samtidigt som staten internerade personer med japanskt ursprung stred flera amerikanska enheter bestående av personer med japansk härkomst i Italien, Frankrike och i Stilla Havet. En del av dessa soldater rekryterades även från interneringslägren.
De som tvångsförflyttades tvingades att på kort tid sälja sina egendomar, ofta till priser under marknadsvärdet. I slutet av 1944 började myndigheterna stänga vissa av lägren, och människorna fick börja återvända. Viss kompensation för förlorad egendom utbetalades 1948, men de flesta internerna kunde inte helt återfå vad de förlorat. År 1988 undertecknade president Ronald Reagan en lag i vilken den amerikanska staten officiellt bad om ursäkt för interneringen. Lagen förkunnar att statens handlingar var grundade på "rasfördomar, krigshysteri och misslyckat politiskt ledarskap," och 1990 började staten betala ersättning till då levande före detta interner.

## Platser där läger anlades
- Fort Lincoln Internment Camp, North Dakota
- Granada (Amache), Colorado
- Heart Mountain, Wyoming
- Jerome, Arkansas
- Manzanar, Kalifornien
- Minidoka, Idaho
- Poston, Arizona
- Rohwer, Arkansas
- Topaz, Utah
- Tule Lake, Kalifornien